# Amaranth Ehrenhalt
Amaranth-Roslyn Ehrenhalt, née le 15 janvier 1928 à Newark et morte le 16 mars 2021 à Manhattan, est une artiste peintre américaine.

## Biographie
Amaranth-Roslyn Ehrenhalt était élève à l'école Philadelphia Museum School of Art, où elle a enseigné plus tard. Elle a obtenu une bourse de la Pennsylvania Academy of Fine Arts. Elle a voyagé et exposé en France, en Espagne, en Afrique du Nord, Italie, Belgique, Hollande, Allemagne, Angleterre, Turquie, Grèce et aux États-Unis. Vers 1975 elle s'installe en France. Elle vit à Bagneux. Elle appartient à l'école de l'expressionnisme abstrait.
Elle meurt de la COVID-19 le 16 mars 2021 à Manhattan à l'âge de 93 ans.

## Expositions
- 1998 : PascalOdille à Paris[2]